# Trio no 1 de Turina
Le Trio no 1 pour piano, violon et violoncelle en ré mineur opus 35 est composé par Joaquín Turina en 1926 pour violon, alto et violoncelle.
Il a été créé le 5 juillet 1927 à la Sociedad Anglo-Hispana de Londres par Joaquín Turina (piano), Enid Balby (violon) et Lily Phillips (violoncelle). En Espagne, il a été créé le 21 avril 1928 par le Trío Sandor lors d'un concert organisé par la Sociedad Filarmónica Madrileña.
Il est dédié A su Alteza Real la Infanta Dª Isabel de Borbón. Il a été édité par les Éditions Rouart, Lerolle & Cie en 1926. L'œuvre dure environ 22 minutes.

## Structure
1. Prélude et fugue: La strette ouvre la fugue.
2. Thème et variations: 1/ une muñeira, 2/ un schottis, 3/ un zortzico pour piano seul, 4/ une jota, 5/ des soleares
3. Finale: forme sonate à 3/4 et 6/8

## Discographie
- Trio Borodine (Chandos, 1992)
- Beaux Arts Trio (Philips, 1996)
- Trío Arbós, Integral de los Tríos con piano de Joaquín Turina (Naxos, 2001)
- Trío de Madrid, (Ensayo, 1982/1991)
- Trío Mompou (RTVE, 1993)

## Source
- François-René Tranchefort (dir.), Guide de la musique de chambre, Paris, Fayard, coll. « Les Indispensables de la musique », 1987, 995 p. (ISBN 2-213-02403-0, OCLC 21318922, BNF 35064530), p. 905[1].
- Theodore Baker et Nicolas Slonimsky (trad. Marie-Stella Pâris, préf. Nicolas Slonimsky), Dictionnaire biographique des musiciens [« Baker's Biographical Dictionary of Musicians »], t. 3 : P-Z, Paris, Robert Laffont, coll. « Bouquins », 1995 (réimpr. 1905, 1919, 1940, 1958, 1978), 8e éd. (1re éd. 1900), 4728 p. (ISBN 2-221-07778-4), p. 4294.
- Walter Willson Cobbett (trad. Marie-Stella Pâris, préf. Walter Willson Cobbett), Dictionnaire encyclopédique de la musique de chambre [« Cobbett's Cyclopedic Survey of Chamber Music »], t. 2, Paris, Robert Laffont, coll. « Bouquins », 1999 (réimpr. 1963) (1re éd. 1929), 1627 p. (ISBN 2-221-07848-9).